# John Tyrrell
Pour les articles homonymes, voir Tyrrell.
John Tyrrell, né à Salisbury en Rhodésie du Sud (à présent Harare au Zimbabwe) en 1942 et mort le 4 octobre 2018, est un musicologue britannique.

## Biographie
Il fait ses études à l'université du Cap, à l'université d'Oxford et à l'université Masaryk de Brno. En 2000, il est nommé professeur de recherches à l'université de Cardiff.
Il est l'auteur de plusieurs ouvrages consacrés à Leoš Janáček.